# Werner Kunz (Chemiker)

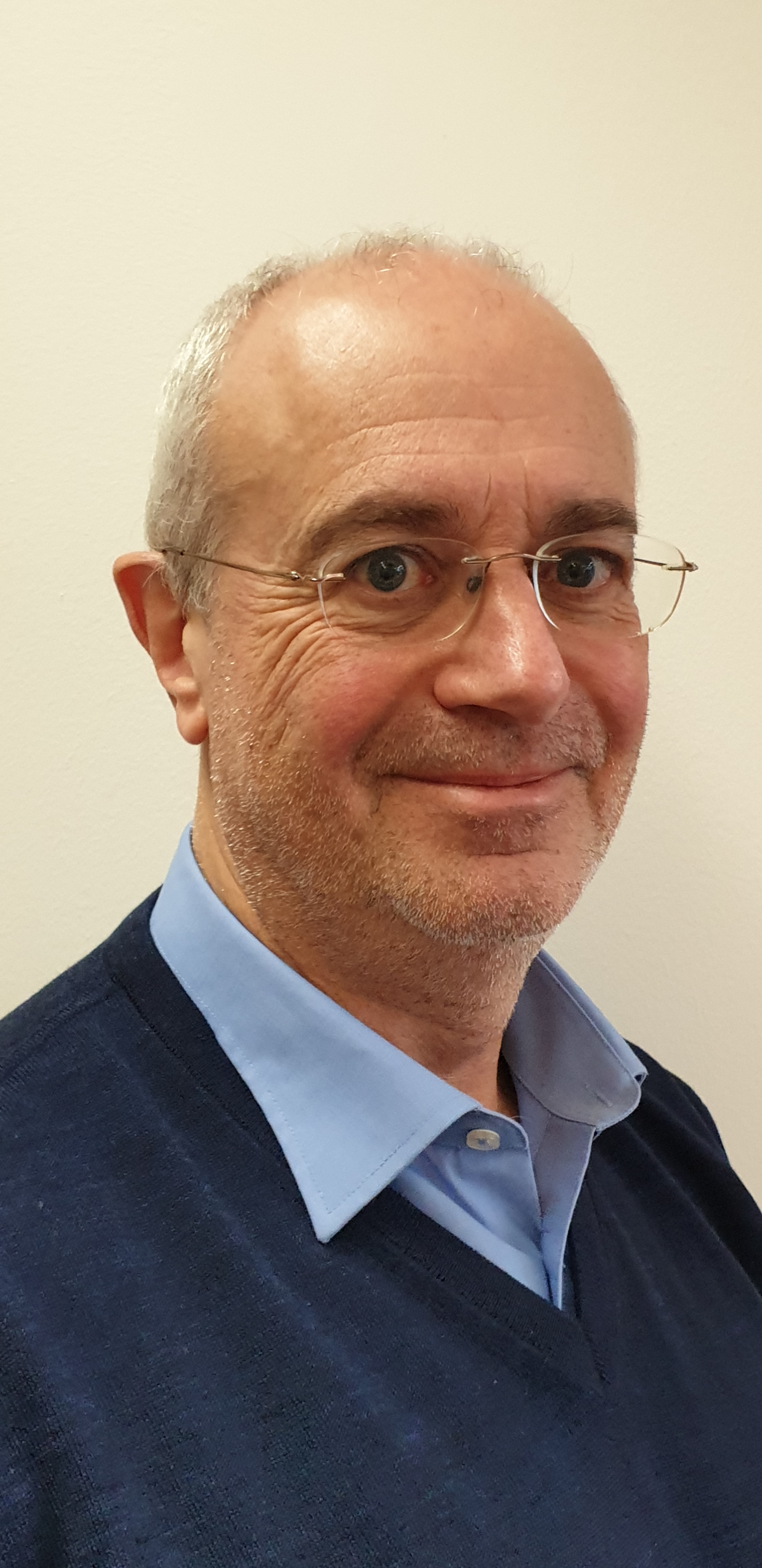
Werner Kunz

Werner Kunz (* 30. Oktober 1960 in Krummennaab, Bayern) ist ein deutscher Chemiker. Er ist Leiter des Instituts für Physikalische und Theoretische Chemie an der Universität Regensburg, Leiter des dortigen Carl-von-Carlowitz-Zentrums für Nachhaltige Chemie sowie Mitgründer und Mitgesellschafter der SKH GmbH für Angewandte Chemie.

## Leben
Nach dem Studium der Chemie (1980–1985) und anschließender Promotion bei Josef Barthel (1985–1988) an der Uni Regensburg war Kunz mehrere Jahre in Frankreich als Wissenschaftler an verschiedenen Forschungsinstituten (u. a. Universität Pierre et Marie Curie, Paris, Laboratoire Léon Brillouin, Saclay) tätig und habilitierte sich 1992 an der Université Blaise Pascal in Clermont-Ferrand mit einer Arbeit über Simulationen und Streumessungen an komplexen Salzlösungen. Anschließend (1992–1997) arbeitete er als ordentlicher Professor für Technische Chemie und Verfahrenstechnik an der Université de Technologie de Compiègne, wo er zeitweise das Amt des Dekans innehatte. Seit 1997 ist er ordentlicher Professor (Lehrstuhl) für Physikalische Chemie an der Universität Regensburg.

## Forschung
Kunz beschäftigt sich hauptsächlich mit komplexen Lösungen von Salzen, Tensiden und Polymeren in Wasser, organischen Lösungsmitteln und Ionischen Flüssigkeiten und insbesondere mit der spontanen Selbstorganisation der flüssigen Materie an der Schnittstelle zwischen Lösungs- und Kolloidchemie. Aus den gewonnenen Erkenntnissen entwickelt er in vielfältigen Industriekooperationen neue Verfahren und Produkte, beispielsweise auf dem Gebiet von Kosmetika und Reinigungsmitteln. Besondere Beachtung in seiner Forschung und Lehre finden dabei, neben den anwendungsorientierten Aspekten, die Umweltchemie und ganz generell, Fragen der Nachhaltigkeit. Kunz ist Autor bzw. Co-Autor von knapp 300 wissenschaftlichen Publikationen, Büchern und Patenten.

## Funktionen
Von 1997 bis 2007 war Kunz wissenschaftlicher Co-Herausgeber der Zeitschrift Journal of Molecular Liquids. 2008–2009 hatte er das Amt des Dekans der Fakultät für Chemie und Pharmazie der Universität Regensburg inne. Seit 2012 ist er Leiter des Regensburger Carl-von-Carlowitz-Zentrums für Nachhaltige Chemie. 1999 gründete er zudem zusammen mit dem Anlagenbauer Richard Scheuchl und Klaus Heckmann die SKH GmbH, ein An-Institut der Universität Regensburg, das sich u. a. mit der Entwicklung hochwertiger Produktformulierungen beschäftigt und eine Brücke zwischen Forschung und Anwendung schlägt. Kunz ist ebenfalls Mitglied wissenschaftlicher Beiräte bzw. Aufsichtsräte von kleinen und mittelständischen Firmen.

## Auszeichnungen
- 2000: Aufnahme als korrespondierendes Mitglied in die European Academy of Science and Arts (Paris, London)
- 2012: Rhodia Prize der European Colloidal and Interface Society
- 2014: Gay-Lussac-Humboldt Preis der französischen Regierung
- 2019: Steinkopff-Preis der Kolloid-Gesellschaft

## Ausgewählte Schriften
- mit Pierandrea LoNostro und Barry W. Ninham: The Present State of Affairs with Hofmeister Effects, Current Opinion of Colloid and Interface Science 9(1-2), 1–18 (2004).
- mit Stefan Thomaier: Ionic liquid aggregates in a continuous ionic liquid phase – A new class of colloidal systems, Journal of Molecular Liquids 130 (2007) 104–107.
- mit Nina Vlachy, Barbara Jagoda-Cwiklik, Robert Vácha, Didier Touraud, Pavel Jungwirth: Hofmeister series and specific interaction of charged headgroups with aqueous ions, Advances in Colloid and Surface Science 146 (2009) 42–47.
- mit Matthias Kellermeier: Beyond Biomineralization, Science 323 (2009) 344–345.
- mit Matthias Kellermeier, Emilio Melero-García, Fabian Glaab, Regina Klein, Markus Drechsler, Reinhard Rachel, Juan Manuel García-Ruiz: Stabilization of amorphous calcium carbonate in inorganic silica-rich environments, J. Am. Chem. Soc. 132(50) (2010) 17859–17866.
- mit Fabian Glaab, Matthias Kellermeier, Emilia Morallon und JuanManuel García-Ruiz: Formation and Evolution of Chemical Gradients and Potential Differences Across Self Assembling Inorganic Membranes, Angewandte Chemie (Int. Ed.) 124 (2012) 4393–4397.
- mit Thomas Zemb, Michael Klossek, Tobias Lopian, Julien Marcus, Sebastian Schöttl, Dominik Horinek, Sylvain Prevost, Didier Touraud, Olivier Diat, Stjepan Marčelja: How to explain microemulsions formed by solvent mixtures without conventional surfactants, Proc. Nat. Acad. Sci. 113 (16) (2016) 4260–4265.
- mit Krister Holmberg und Thomas Zemb: Hydrotropes, Current Opinion in Colloid and Interface Science 22 (2016) 99–107.
- mit Katharina Häckl: Some aspects of green solvents, Comptes Rendus de l’Académie des Sciences (France) Chimie 21 (2018) 572–580.
- mit Damian Brock, Alexander Koder, Hans-Peter Rabl, Didier Touraud: New completely renewable biofuels: Formulations and engine tests on an unmodified up-to-date diesel engine, Green Chemistry 20 (2018) 3308–3317.